# Le Merveilleux Magasin de Mr. Magorium
Pour plus de détails, voir Fiche technique et Distribution.
Le Merveilleux Magasin de Mr. Magorium (Mr. Magorium's Wonder Emporium), ou Le Merveilleux Emporium de M. Magorium au Québec, est un film fantastique merveilleux américano-canadien réalisé par Zach Helm, sorti en 2007, avec Natalie Portman et Dustin Hoffman dans les rôles principaux.

## Synopsis
M. Edward Magorium, 243 ans, possède et gère un magasin de jouets magique. Le magasin possède de nombreux objets extraordinaires et pour la plupart animés. Pour rechercher un objet particulier en rayon, Molly Mahoney, l'assistante de M. Magorium et compositrice en herbe, utilise le « grand livre » du comptoir qui permet de matérialiser toute demande de jouet en l'ouvrant à l'intercalaire d'un thème bien précis. Le magasin possède également une poignée de porte qui, en fonction de sa rotation, permet au visiteur de se retrouver à quatre endroits différents, comme la salle aux ballons de toutes tailles, l'appartement de M. Magorium, etc. Tant le magasin que les jouets peuvent changer leur apparence et leur comportement selon leur émotion. Eric, un jeune garçon solitaire et dont Mahoney est la seule amie, passe le plus clair de son temps dans le magasin, et M. Magorium a une attitude paternelle à son égard.
M. Magorium annonce soudainement que, bien qu'il ne soit pas malade, il a l'intention de « quitter » et laisser le magasin à Mahoney qui travaille avec lui depuis ses 15 ans et qui en a aujourd'hui 23. En prévision de son départ, il engage un comptable, Henry Weston, qui est chargé d'organiser les documents de la boutique. Parmi les nombreux dossiers ont été négligées les difficultés financières. Le dévouement de Henry à son nouveau travail le rend impopulaire auprès des enfants qui visitent le magasin, y compris d'Eric, et Mahoney ne l'apprécie guère par sa fermeture d'esprit face aux pouvoirs magiques de la boutique qu'il refuse d'accepter.
En réponse à la décision de son fondateur en matière de congé, le magasin pique une colère, effrayant les clients de tous âges. Inquiets au sujet des plans de M. Magorium, Mahoney emmène ce dernier à l'hôpital, où elle parvient à convaincre les médecins que M. Magorium commence à perdre la raison dans le but de le faire surveiller et de le maintenir en vie de cette façon. Il reste toute la nuit à l'hôpital, entouré d'une toile de fond d'étoiles mise en place par Eric, et sort le lendemain, étant en parfaite santé. Entre-temps, Eric se lie d'amitié avec Henry Weston et lui fait découvrir sa collection de chapeaux.
Mahoney tente d'empêcher le « départ » de M. Magorium en lui montrant les joies de la vie, mais son esprit demeure inchangé et il meurt paisiblement après une conversation sincère avec sa protégée, terminant sa vie en laissant une lettre à Mahoney sous forme d'avion de papier. Le magasin lui-même est en deuil et tous les jouets perdent leur vie et leurs couleurs, donnant une ambiance « noir et blanc » et déprimante à la boutique.
Se croyant indigne de posséder le magasin de jouets à la suite de M. Magorium, Mahoney le met en vente. Eric tente de convaincre Henry de racheter le magasin avec lui. Henry refuse, mais rend visite à Mahoney dans le but de la persuader de garder le magasin et tout ce qu'il représente pour l'esprit des enfants. Mahoney reprend confiance en elle et avoue enfin sa foi dans le magasin et sa magie. Le cube de bois (appelé cube de Congreve), à première vue inerte, que M. Magorium avait précédemment offert à Mahoney, se met en mouvement et vole soudain à travers le magasin. Henry s'évanouit en état de choc, quand il se réveille, Mahoney lui dit que c'était juste un rêve et qu'elle a toujours l'intention de vendre la boutique.
Henry Weston dit que la magie du magasin vient de Mahoney et qu'elle a besoin seulement de croire en elle. Soudain, Mahoney entend un air, et commence à jouer sur un piano imaginaire, et le piano du magasin se met à jouer pour elle. La boutique et sa magie sont ravivées. Mahoney danse à travers le magasin pour recolorer et réanimer tous les jouets sous les yeux émerveillés des enfants présents. L'histoire se termine par une phrase prononcée par Eric : « ainsi commence l'histoire de Molly Mahoney… »

## Fiche technique
- Titre : Le Merveilleux Magasin de Mr. Magorium
- Titre original : Mr. Magorium's Wonder Emporium
- Titre allemand : Mr. Magoriums Wunderladen
- Titre québécois : Le Merveilleux Emporium de M. Magorium
- Réalisation : Zach Helm
- Scénario : Zach Helm
- Photographie : Roman Osin
- Composition : Alexandre Desplat et Aaron Zigman
- Montage : Sabrina Plisco (de)
- Décors : Thérèse DePrez (en)
- Production : Richard N. Gladstein et James Garavente[1]
- Sociétés de production : Walden Media, FilmColony, Mandate Pictures et Gang of Two[2],[3]
- Sociétés de distribution : 20th Century Fox, Metropolitan Filmexport
- Pays de production :  États-Unis et  Canada
- Langue originale : anglais
- Genre : comédie fantastique
- Durée : 93 minutes
- Dates de sortie
  - États-Unis / Canada : 16 novembre 2007[3]
  - France : 13 février 2008[4]

## Distribution
- Natalie Portman (VF : Sylvie Jacob ; VQ : Aline Pinsonneault) : Molly Mahoney
- Dustin Hoffman (VF : Jean-Jacques Moreau ; VQ : Guy Nadon) : Edward Magorium
- Jason Bateman (VF : Bruno Choël ; VQ : Renaud Paradis) : Henry Weston
- Zach Mills (VQ : Alexandre Bacon) : Eric Applebaum
- Ted Ludzik : Bellini
- Mike Realba (VF : Yannick Blivet) : Dave Wolf
- Paula Boudreau : Brenda
- Marcia Bennett : Lora (VF : Catherine Artigala)

Source : AlloDoublage pour le doublage français et Doublage.qc.ca pour le doublage québécois.